# 中國新聞 (中國中央電視台節目)
《中國新聞》（China News）是中國中央電視台中文國際頻道（CCTV-4）的新聞節目，逢整点滚动播出。

## 概要
1992年10月1日《中国中央电视台新闻》（片头显示的是《新闻》）开播，1994年5月1日改名《中国新闻》并延续至今。开播初期分为普通话版和粤语版，片尾均显示製作單位“中国中央电视台海外中心新闻部”。
2000年2月7日，《中國新聞》粤语版停播。非主要时段的《中国新闻》更名为《今日播报》，同时8:00一节的《中国新闻》更名为《新闻60分》。
2002年9月2日-2006年1月29日期间，《今日播报》更名为《简明新闻》。
2006年1月30日-2006年12月31日期间，《简明新闻》更名为《新闻快报》。
2007年1月1日起，《新闻快报》并入《中国新闻》。
2009年8月1日起，8:00一节的《新闻60分》更名为《中国新闻》。
2012年伦敦奥运会期间，CCTV-1港澳版凌晨时段、早间时段的新闻节目改为同步播出CCTV-4《中国新闻》。
2014年2月16日-2015年12月27日期间，CCTV-4亚洲版逢星期日19:00一节的《中国新闻》扩版为《中國新聞·週日一小時》。
2014年12月26日，凌晨及上午时段的《中國新聞》開始在中央广播电视总台光华路办公区製播，畫面比例改為16:9。
2015年1月1日起，所有时段的《中國新聞》以及《今日关注》开始在总台光华路办公区制播。
2015年7月1日起，6:00一节的《中国新闻》取消播出。
2016年1月1日起，19:00一节的《中国新闻》扩版到30分钟，14:00一节的《中国新闻》停播。
2017年，《中国新闻》再次改版片头和跑马角标；同年的中共十九大期间，19:00一节《中国新闻》改为播出《新闻联播》。
2019年10月14日起，8:00一节的《中国新闻》取消、更名为《今日环球》，12:00一节的《中国新闻》更换新包装，欧洲版加设16:00一节《中国新闻》，美洲版取消逢星期二至六播出的凌晨3:00一节《中国新闻》。
2020年1月1日起，所有时段的《中国新闻》统一使用新包装。

### 《今日关注》
《今日关注》的前身是1991年6月1日开播的《中国报道》，起初为周播节目，后改为周六、周日播出，后于1997年5月5日改为日播，自2003年5月13日起更名为《今日关注》。于北京时间21:30首播。节目每天会邀请相关领域的专家，对近期热点新闻进行评论。
在2020年前，该节目结束之后打出的制作人员名单包括了21:00一节《中国新闻》的制作人员，这也被认为是《今日关注》是《中国新闻》的一个子栏目。

## 主持人
现时，《中國新聞》每日12:00档（春节假期除外）设一男一女两名主持人，其余时段及《今日关注》设一名主持人。

### 现任
- 男：王洲、吴鹏、胡悦鑫、刘阳、卢智、兴恺晨、何志凌、田靖华
- 女：刘静（梦桐）、宋一平、王端端、周瑛锋、董丽萍、纪萌、栗娜、吕小骏、杨璐、路博、余露莹、劉顥玥、崔爽

#### 《今日关注》主持
- 鲁健、王世林、王洲、王端端、刘阳

除王洲、王端端、刘阳外，《今日关注》主持人一般不兼任《中国新闻》主播。

#### 《今日环球》主持
- 男：王洲、吴鹏、胡悦鑫、刘阳、卢智、田靖华
- 女：董丽萍、纪萌、吕小骏、周瑛锋、栗娜、路博、崔爽、余露莹、杨璐

### 离任、代班主持（代班主持以“*”标注）
- 江雪鸿：《中国新闻》粤语版1994年-1996年主播，临时从广东电视台借调，1996年返回广东[2]。现于幕后工作。
- 王建川：原《中国新闻》普通话版主播。
- 方静：2000年离开《中国新闻》普通话版主播岗位，曾先后担任《东方时空》、《焦点访谈》、《国际观察》、《防务新观察》等节目主持人，2012年离开央视，2015年病逝。
- 盧琛：原《中国新闻》普通话版主播，现为凤凰卫视《华闻大直播》主持人。
- 陳軒石：原《中国新闻》粤语版主播，现为央视驻台湾记者。
- 孫寶印：前央視駐日本東京首席記者，现为CCTV-13《新闻调查》记者、主持人。
- 叶迎春：原《中国新闻》普通话版主播，因卷入周永康案而被带走调查[3]。
- 曾湉：现从事与舞台剧相关之工作。
- 丁凡：现为制片人。
- 孙靖涵：2009年8月赴美国，曾担任美国媒体记者。现已回到中国，为“意外艺术”联合创始人。
- 刚强：现主持CCTV-1《新闻联播》和CCTV-13《新闻直播间》。
- 齐靖文、李泽鹏、岳同忻、柳舒淇、郭轶：均为未通过出镜考核的实习主播。
- 赵文蓓（英语：Zhao Wen Bei）：现为新加坡新传媒8频道主播。
- 靳强：现主持CCTV-2《经济信息联播》。
- 郑莺燕（小燕）
- 黄峰：现主持CCTV-13《新闻直播间》、《国际时讯》。
- 张韬：现主持CCTV-13《新闻直播间》、《午夜新闻》
- 徐俐
- 郝红梅*（播音名和佳）：现主持CCTV-13《共同关注》、《新闻直播间》。
- 宝晓峰*：现主持CCTV-1《新闻联播》和CCTV-13《朝闻天下》、《共同关注》。
- 章伟秋*：现主持CCTV-13《法治在线》、《每周质量报告》。
- 李梓萌*：现主持CCTV-1《新闻联播》和CCTV-13《新闻直播间》。
- 朱广权*：现主持CCTV-13《共同关注》。
- 崔志刚*：现主持CCTV-1《新闻30分》。
- 梁艳*：现主持CCTV-1《新闻30分》和CCTV-13《新闻直播间》。
- 张璐*：现主持CCTV-13《新闻直播间》。
- 严信*：现主持CCTV-1《新闻联播》和CCTV-13《朝闻天下》。
- 郑天亮*：现主持CCTV-1《新闻30分》和CCTV-13《朝闻天下》。
- 经蓓*：现主持CCTV-13《法治在线》、《国际时讯》。
- 劳春燕*：现主持CCTV-1《焦点访谈》和CCTV-13《东方时空》。
- 柴璐*：原《海峡两岸》主持人之一，现主持CCTV-13《东方时空》、《24小时》。

## 播出时间
以下时间段为固定安排播出：
- 3:00-3:10（仅亚洲版，周日及周一不播出）
- 4:00-4:30
- 7:00-7:30（仅亚洲版、美洲版）
- 10:00-10:10（周一至周五仅亚洲版、欧洲版，周六及周日仅欧洲版）
- 12:00-13:00
- 16:00-16:30（仅欧洲版）
- 18:00-18:30（周六及周日不播出，如遇专题纪录片播出时则縮短甚至暂停播出）
- 19:00-19:30
- 21:00-21:30

如有重大新闻（如中国党和国家领导人出访、中共及中国重大会议等），该节目会在非播出时段内加设多节（亚洲版02:00、欧洲版03:00除外）。

### 《今日关注》播出时间
- 首播：21:30-22:00
- 重播：次日4:30-5:00
- 重播：次日7:30-8:00（除欧洲版）

## 外部連結
- 中國新聞官网